# 對馬島征伐
對馬島征伐是14世紀末到15世紀初高麗王朝及其後續政權朝鮮王朝對對馬島發動的三次軍事行動。繼元日戰爭中配合元帝國出兵日本後，高麗及朝鮮王朝的官軍，分別於1389年、1396年及1419年對對馬島發動了三次自主性的軍事行動。出兵一方宣稱行動目的為打擊盤踞島上的「倭寇」（海盜），因此稱之為「對馬島征伐」；而該領域在日本律令制中屬於對馬國，因此在日本的歷史紀錄中，視該等行動為對日本的侵略，分別依當時的日本年號，稱其中兩次為「康應之外寇」、「應永之外寇」。

## 1389年的軍事衝突
根據《高麗史》和《高麗史節要》記載，高麗王朝曾於1389年2月入侵對馬島。高麗王朝以朴葳為司令官，金宗衍、崔七夕、朴子安副之，率戰船300艘襲擊對馬島。高麗軍燒毀了日本船隻300艘以及沿岸的建築物，救出被俘虜的100餘名高麗人。歸國後，朴葳等人受到了高麗昌王的賞賜。雖然樸位等人是以清剿倭寇為名義出兵對馬的，但是他們不曾俘虜過一名倭寇，其破壞日本船隻和沿岸建築的行為也受到了別人的批判。
在日本方面的史料《宗氏家譜》（1719年）中記載，2月18日驅逐了高麗軍隊。這次侵略被稱為「康應外寇」。然而，這項記載是參照《高麗史》而寫出來的，因此可以說，日本方面不存在相關的第一手資料。此外，在《對州編年略》（1723年）中記載，須茂三位法眼和早田氏的兵同高麗軍交鋒；《津島紀事》（1809年）記載，藤宗慧、藤宗永、早田丹後和日下部土佐的兵同高麗兵交戰。但其中出現了一些14世紀以後才出現的地名，因此是後世日本人參照了《高麗史》後所寫的傳奇故事，並不是第一手資料。
這次軍事行動被韓國稱為「第一次對馬島征伐」。關於這次軍事行動的史料記載很少，現代韓國學者認為在一次激烈的戰鬥後，高麗軍獲得大勝，倭寇投降，此後倭寇受到巨大打擊，活動驟減，但是沒有史料證明倭寇曾向高麗投降。日本學者則持不同意見，認為倭寇的減少是1392年南北朝統一後足利義滿對倭寇進行取締的結果。

## 1396年的軍事衝突
根據《朝鮮王朝實錄》記載，1396年12月，朝鮮太祖李成桂下令討伐壹岐島和對馬島。朝鮮以門下右政丞金士衡為統帥，南在、辛克恭、李茂副之。李成桂親自到南大門送行。
實錄中在這段時期內對倭寇的記載是：1397年1月，倭寇首領相田於中率倭寇進入慶尚道的蔚州浦，知州事李殷發給糧食厚待他們。相田於中懷疑是圈套，綁架了李殷以及伴人朴青、記官李藝等人逃回國去。2月10日，朝鮮朝廷授予倭寇首領羅可溫的兒子都時老為司正，昆時羅、望沙門為副司正。1398年2月，授予倭寇首領六、羅可溫、望沙門官職，分別改名為藤六、林溫和池門。
金士衡於翌年1月30日回國，受到朝鮮朝廷的歡迎。2月8日設置宴席慶功，然而金士衡具體有何功績並沒有記載。
這次軍事行動被韓國稱作「第二次對馬島征伐」。然而在同一時期的日本史料則沒有朝鮮軍隊攻打對馬島的相關記載。此後，朝鮮王朝對倭寇實行招撫政策，直到對馬島主宗貞茂逝世之後。

## 1419年的軍事衝突
1419年，朝鮮太上王李芳遠下令征討對馬島。李從茂率朝鮮水軍17285人，共計戰船227艘，在對馬島登陸。這次戰爭被韓國稱為「第三次對馬島征伐」，被日本稱作「應永外寇」。

## 腳註
1. ↑  宗氏支持北朝，因此在家譜中使用北朝的「康應」年號。
2. ↑  Pirate of the Far East: 811-1639、Stephen Turnbull、Osprey Publishing 2007
3. ↑  .   [2010-12-26]. （原始内容存档于2018-03-30）.
4. ↑  .   [2010-12-26]. （原始内容存档于2018-03-30）.

## 外部連結
- 韓国古典綜合DB　高麗史節要（漢語 + 韓語翻譯）
- 国立国会圖書館　近代デジタルライブラリ　高麗史（漢文）
- 韓国国史編纂委員会　朝鮮王朝實錄（漢語 + 韓語翻譯） （页面存档备份，存于）